# Твердохлібове
Твердохлібове (колишня Свердловка) —  село в Україні, у Нижньодуванській селищній громаді Сватівського району Луганської області. Населення становить 7 осіб. Орган місцевого самоврядування — Нижньодуванська селищна рада.

## Населення

### Мова
Розподіл населення за рідною мовою за даними перепису 2001 року:
| Мова       | Кількість | Відсоток |
| ---------- | --------- | -------- |
| українська | 8         | 88.89%   |
| російська  | 1         | 11.11%   |
| Усього     | 9         | 100%     |